# RD Koper 2013
Maillots
Dernière mise à jour : 31 juillet 2022.
Le RD Koper 2013 est un club de handball, situé a Koper en Obalno-kraška en Slovénie. 
Précédemment connu sous le nom de RK Koper, le club remporte le Championnat de Slovénie en 2011 ainsi que trois coupes de Slovénie mais est contraint en 2013 de déposer le bilan
Le club se reforme alors sous le nom de RD Koper 2013.

## Histoire
Le RK Koper est fondé en 1950.

Ancien logo du RK Koper.

Au terme de la saison 1999-2000, le club est promu en deuxième division slovène. En conséquence, le club obtient le sponsor de la société locale Cimos qui lui permet de continuer à se développer et deux ans plus tard, le RK Cimos Koper décroche son accession pour la première division slovène.
Au terme de la saison 2004-05, Koper se qualifie pour la première fois en Coupe d'Europe, la Coupe de l'EHF (C3). En Championnat de Slovénie, le club termine troisième de la saison 2006-07 puis deuxième la saison suivante, synonyme de qualification pour la Ligue des champions (C1). 
En 2011, le club réalise la meilleure saison de son histoire avec un triplé historique Coupe Challenge, Championnat de Slovénie et Coupe de Slovénie. Le club participe ainsi la saison suivante à la Ligue des champions et atteint les quarts de finale de la compétition, où il est éliminé par le BM Atlético de Madrid malgré avoir remporté le match aller 26 à 23.
En 2013, le club dépose le bilan, n’ayant pas reçu les 500 000 € promis de la part de son sponsor Cimos.

## Palmarès
compétition internationales
- Vainqueur de la Coupe Challenge (C4) (1) : 2011
- Demi-finaliste de la Coupe de l'EHF (C3) en 2008
- Quarts de finaliste de la Ligue des champions (C1) en 2012

compétition nationales
- Vainqueur du Championnat de Slovénie (1) : 2011
- Vainqueur de la Coupe de Slovénie (3) : 2008, 2009, 2011
- Vainqueur de la Supercoupe de Slovénie (1) : 2008